# 大石綱周
大石 綱周（おおいし つなかね、生没年不詳）は、戦国時代の武蔵国の国衆。初めは山内上杉家に仕え、後に後北条氏に仕える。通称は源左衛門尉。大石定久（道俊）の次の大石氏当主と推測されている。
これまで、大石定久は娘の比佐を北条氏康の三男・氏照に娶せて家督を継がせたと考えられてきたが、天文から弘治年間にかけての古文書には綱周が当主として登場する。また、『異本小田原記』には弘治元年（1555年）4月に綱周が小田原の海蔵寺で開かれた花見の宴に出席して和歌を詠んだと記されている。
大永5年（1525年）12月の浄福寺の棟札には「大檀那大石源左衛門入道道俊并子息憲重」とあり、定久（道俊）には元々後継者がいたと考えられている。また、綱周の「綱」の名は河越夜戦より前の天文10年（1541年）に死去した北条氏綱からの偏諱と考えられ、河越夜戦よりも前に大石氏が後北条氏に降っていたという推測も成り立つ。
このため、残された史料からは、大石定久（道俊）の子・憲重が北条氏綱の偏諱を与えられて「綱周」と改名し、後に北条氏照を養子に迎えて家督を譲ったと推測される。
ただし、浄福寺の棟札に記された道俊（定久）と憲重（綱周）の父子は実の親子か養子関係なのかは不明で、またこれまで定久の子とされてきた比佐（北条氏照室）および大石定仲（氏照が北条姓に復帰した際に大石氏の家督を継ぐ）が定久・綱周と実際にはどういう関係だったのかも不明点として残ることになる。